# Badger (ort i Kanada)
Badger är en ort i Kanada.   Den ligger i provinsen Newfoundland och Labrador, i den östra delen av landet, 1 500 km öster om huvudstaden Ottawa. Badger ligger 100 meter över havet och antalet invånare är 793.
Terrängen runt Badger är huvudsakligen platt. Badger ligger nere i en dal. Trakten runt Badger är nära nog obefolkad, med mindre än två invånare per kvadratkilometer..
I omgivningarna runt Badger växer i huvudsak blandskog.